# Grimoald II de Bénévent
Pour les articles homonymes, voir Grimoald II et Grimoald de Bénévent.
Grimoald II de Bénévent  (mort en 689) est un duc lombard de Bénévent, fils aîné et successeur du duc Romuald Ier, associé à son père en 684, il règne de 687 à 689.

## Biographie
Grimoald II est le fils de Romuald Ier et de Théodorada la fille du duc Lupus de Frioul. Paul Diacre dans son Histoire des Lombards, mentionne simplement qu'il succède à son père, règne trois ans sur les « Samnites », qu'il épouse Wigilinde une sœur du roi Cunipert et qu'à sa mort c'est son frère Gisulf Ier de Bénévent qui lui succède.